# Minivet de Swinhoe
El minivet de Swinhoe (Pericrocotus cantonensis) és una espècie d'ocell de la família dels campefàgids (Campephagidae).
Habita boscos de pins i altres, a l'est de la Xina des del sud de Shensi, Shansi i Kiangsu cap al sud fins Szechwan, Kweichow, est de Kwangsi i sud de Kwangtung.